# 漢氣戦士リュウジリオン
漢氣戦士リュウジリオン（おとこぎせんし-）はHiBiKi Radio Stationで配信されたインターネットラジオ番組。

## 番組概要
ホストでもあり現役プロレスラーのRion（美月凛音）と俳優の載寧龍二の二人による特撮ラジオ番組。

## パーソナリティ
- Rion（美月凛音）
- 載寧龍二
- 伊福部崇

## 配信曜日
HiBiKi Radio Station
配信期間：2010年6月9日 -　2011年3月30日（1週置いて6月23日の第2回配信以降は毎週水曜日更新）

## 番組コーナー
普通のおたより
プロテインタイム
収録中にRionがプロテインを飲む時間になると、唐突に音楽が鳴りコーナーが一時中断される。
Rion特撮ヒーロー化計画！
昔から特撮ヒーローに憧れていたRionが本当のヒーローになるために、番組オリジナルヒーロー龍星戦士アストレイザーX（りゅうせいせんし-エックス）の各設定を生み出していくコーナー。
カードゲームツクール！
「ブシロードと仲良くなろう」のコーナーで培ってきたノウハウを使ってオリジナルのカードゲームを作ってしまおうというコーナー。
特別講義！漢氣ゼミ！
Rionと載寧が交互に自らの専門分野について漢氣溢れる授業をしていくコーナー。

### 不定期・終了したコーナー
恋愛相談室相談室
恋愛相談室で載寧が受けた相談をRionに相談するという体裁のコーナー。
ブシロードと仲良くなろう！（第14回 - 第20回、第38回）
2人があまり理解していないブシロードの事やカードゲームの事を勉強しながらブシロードと仲良くなろうというコーナーだが、最終的にはコーナーの予算を増やしてもらって海外ロケをしようと考えていた。

## 龍星戦士アストレイザーXの設定
変身の掛け声（第15話で決定）
星を描きながら「龍星変身！」、Xを描きながら「右から左から」。
40代のアメリカ人・ケンがお店に入店、「ケンさん灰皿は3本溜まる前に交換ですよ」「ケンさん灰皿が分かんないの？」「英語で灰皿って何だっけ？」「変身!アシュトレイさ、ケンさん」
Xの意味（第20話で決定）
新型アーマーの開発に必要な情報を得る為、eXperiment（実験タイプ）のアーマーを着ているから。
実際に出来る必殺技（第29話で決定）
パンチ、キック等の攻撃方法の前に「レイザー」を付ける。
ブレーンバスターで相手を持ち上げた時に相手と自分の股を開いて技をかける「Xバスター」
人間業じゃない必殺技
尻見せ
ロックマンのように、倒した敵の技を自分の技として使用する。
アストレイザーXの敵
現在募集中

## ゲスト
- サイキックラバー（第2回）
- マッスル坂井（第4回）
- Theマッシュ（ヴァイスシュヴァルツ オフィシャルフェザー）（第14回）
- 鈴木裕斗（ヴァイス・サヴァイヴ　クゥ役）（第16回）
- 植木達也（ヴィクトリースパーク　プロデューサー）（第18回）
- 是空とおる（ChaosTCG おれよめラジオ パーソナリティ等）（第20回）
- 飯伏幸太（第28回）
- 風香（第31回）
- ドクター・オー（カードファイト!! ヴァンガードラジオ パーソナリティ等）（第38回）